# ایشتوان هاسنوش
ایشتوان هاسنوش (انگلیسی: István Hasznos; ۸ دسامبر ۱۹۲۴ – ۷ مهٔ ۱۹۹۸) بازیکن واترپلو اهل مجارستان بود.